# Risque sismique en Haute-Savoie
Le risque sismique dans la Haute-Savoie est un des risques majeurs susceptibles d'affecter le département de la Haute-Savoie (région Auvergne-Rhône-Alpes, France). Il se caractérise par la possibilité qu'un aléa de type séisme se produise et occasionne des dommages plus ou moins importants aux enjeux humains, économiques ou environnementaux situés sur le territoire départemental.
Les 279 communes du département se répartissent en deux zones : 43 en zone « modérée » et 236 en zone « moyenne ». Selon les zones, certains bâtiments doivent respecter la réglementation parasismique les concernant. 

## Histoire
La base de données SisFrance des séismes historiques en France, gérée par le Bureau de recherches géologiques et minières (BRGM), recense les événements ressentis dans au moins une commune du département au cours des 500 dernières années. Ces séismes historiques n’ont jamais entraîné de dommages matériels importants. Les vingt les plus récents sont les suivants :
| Date             | Heure            | Localisation épicentrale                    | Région ou pays de l'épicentre | Intensité épicentrale |
| ---------------- | ---------------- | ------------------------------------------- | ----------------------------- | --------------------- |
| 31 octobre 2005  | 3 h 39 min 59 s  | Vallée de l'Arly (N. Albertville)           | Alpes Savoyardes              | 5                     |
| 8 septembre 2005 | 11 h 27 min 18 s | Massif du Mont-Blanc (Vallorcine)           | Alpes Savoyardes              | 5                     |
| 12 juin 2004     | 4 h 44 min 34 s  | Val d'Aoste (E. Petit Saint-Bernard)        | Italie                        | 4,5                   |
| 23 février 2004  | 17 h 31 min 21 s | Jura (S. Baume-Les-Dames)                   | Franche-Comté                 | 5,5                   |
| 22 février 2003  | 20 h 41 min 6 s  | Pays Forestier Sous-Vosgien (Rambervillers) | Vosges                        | 6,5                   |
| 23 février 2001  | 22 h 19 min 54 s | Valais (Martigny)                           | Suisse                        | 5                     |
| 19 août 2000     | 8 h 37 min 26 s  | Faucigny (Magland)                          | Alpes Savoyardes              | 4,5                   |
| 23 juillet 1996  | 4 h 8 min 42 s   | Avant-Pays Savoyard (Epagny-Annecy)         | Alpes Savoyardes              | 5                     |
| 15 juillet 1996  | 0 h 13 min 31 s  | Avant-Pays Savoyard (Epagny-Annecy)         | Alpes Savoyardes              | 7                     |
| 21 août 1995     | 19 h 32 min 15 s | Avant-Pays Savoyard (Sillingy)              | Alpes Savoyardes              | 3,5                   |
| 2 août 1995      | 3 h 5 min 18 s   | Avant-Pays Savoyard (Sillingy)              | Alpes Savoyardes              | 4                     |
| 14 décembre 1994 | 8 h 56 min       | Genevois (Les Villards-Sur-Thones)          | Alpes Savoyardes              | 6                     |
| 11 mars 1989     | 18 h 42 min 50 s | Beaufortin (N. Bourg-Saint-Maurice)         | Alpes Savoyardes              | 4                     |
| 11 juin 1988     | 22 h 44 min 47 s | Massif du Mont-Blanc (Chamonix)             | Alpes Savoyardes              | 5                     |
| 3 août 1987      | 23 h 38 min 3 s  | Faucigny (Bonneville)                       | Alpes Savoyardes              | 4                     |
| 8 mai 1986       | 19 h 58 min 31 s | Chablais (St-Jean-D'Aulps)                  | Alpes Savoyardes              | 4                     |
| 1er juin 1985    | 20 h 3 min 48 s  | Chablais (Chatel)                           | Alpes Savoyardes              |                       |
| 29 mai 1985      | 6 h 1 min 38 s   | Chablais (Chatel)                           | Alpes Savoyardes              | 4                     |
| 6 avril 1985     | 4 h 18 min 37 s  | Avant-Pays Savoyard (Thonon-les-Bains)      | Alpes Savoyardes              | 4                     |
| 4 janvier 1985   | 16 h 57 min 40 s | Bas-Valais (W. Martigny ?)                  | Suisse                        | 3,5                   |

## Zonage sismique
Pour chaque commune du territoire national, un aléa sismique, c'est-à-dire l’ampleur des mouvements sismiques attendus sur une période de temps donnée, a pu être défini à partir de l'analyse des données de la sismicité historique (données issues de témoignages et de documents bibliographiques recensés depuis environ 1 000 ans), des données instrumentales (mesurées par des appareils depuis une cinquantaine d’années) et par l'identification des failles actives. Le précédent zonage sismique de 1991, en vigueur jusqu’à fin avril 2011, se fondait sur des données sismologiques antérieures à 1984. Le nouveau zonage a bénéficié de l’amélioration de la connaissance de la sismicité historique et des nouvelles données de sismicité instrumentale et historique depuis 1984. À l’issue de cette étude probabiliste, une nouvelle carte nationale de l’aléa sismique a été publiée par le ministère chargé de l'écologie le 21 novembre 2005 et a abouti à un découpage de la France en cinq zones de sismicité défini par décret du 22 octobre 2010 (article D563-8-1 du code de l’environnement), allant de la zone 1, de sismicité très faible, à la zone 5, de sismicité forte.
Depuis 2011, le département se répartit en deux zones de sismicité :
| Zone de sismicité | Nombre de communes |
| ----------------- | ------------------ |
| 1 - très faible   | 0                  |
| 2 - faible        | 0                  |
| 3 - modérée       | 43                 |
| 4 - moyenne       | 236                |

## Prévention du risque sismique

### Travaux de réduction de la vulnérabilité
Les travaux de réduction de la vulnérabilité (mitigation) des enjeux bâtis passe par une vérification de la conformité des structures aux règles parasismiques en vigueur.

#### Réglementation parasismique
L’objectif de la réglementation parasismique est la sauvegarde des vies humaines pour une secousse dont le niveau d’agression est fixé pour chaque zone de sismicité, dans des limites économiques supportables pour la société. Les articles R563-1 à R563-8 du Code de l’environnement distinguent deux types d’ouvrages :
- les ouvrages « à risque normal » comprenant les bâtiments, équipements et installations pour lesquels les conséquences d’un séisme demeurent circonscrites à leurs occupants et à leur voisinage immédiat»[5] ;
- les installations classées « à risque spécial » correspondant « aux bâtiments, équipements et installations pour lesquels les effets sur les personnes, les biens et l’environnement de dommages même mineurs résultant d’un séisme peuvent ne pas être circonscrits au voisinage immédiat desdits bâtiments, équipements et installations ». La nouvelle réglementation parasismique, définie par l'arrêté du 4 octobre 2010, s'impose à ces ouvrages, quel que soit le niveau d'aléa[6].

La catégorisation des bâtiments est la suivante :
| Catégorie d'importance | Illustration | Description |
| ---------------------- | ------------ | --- |
| I                      |              | * Bâtiments dans lesquels il n'y a aucune activité humaine nécessitant un séjour de longue durée |
| II                     |              | * Habitations individuelles * Établissements recevant du public (ERP) de catégories 4 et 5 * Habitations collectives de hauteur inférieure à 28 m * Bureaux ou établissements commerciaux non ERP, h ≤ 28 m, max. 300 personnes * Bâtiments industriels pouvant accueillir au plus 300 personnes * Parcs de stationnement ouverts au public.                                               |
| III                    |              | * ERP de catégories 1, 2, et 3 * Habitations collectives et bureaux, h > 28 m * Bâtiments pouvant accueillir plus de 300 personnes * Établissements sanitaires et sociaux * Centres de production collective d'énergie * Établissements scolaires |
| IV                     |              | * Bâtiments indispensables à la sécurité civile, la défense nationale et le maintien de l'ordre public * Bâtiments assurant le maintien des communications, la production et le stockage d'eau potable, la distribution publique de l'énergie * Bâtiments assurant le contrôle de la sécurité aérienne * Établissements de santé nécessaires à la gestion de crise Centres météorologiques |

Selon qu'il s'agisse de constructions neuves ou de travaux sur constructions existantes, les règles parasismiques applicables àdépendent de la zone sismique, de la catégorie du bâtiment, ainsi que du niveau de modification envisagé sur la structure :
| Zone        | Catégorie de bâtiment | Bâti neuf Règles                              | Bâti existant                                                                          | Bâti existant                                 |
| Zone        | Catégorie de bâtiment | Bâti neuf Règles                              | Types de travaux                                                                       | Règles de construction                        |
| ----------- | --------------------- | --------------------------------------------- | -------------------------------------------------------------------------------------- | --------------------------------------------- |
| 2 - faible  | IV                    | Eurocode 8 {\displaystyle a_{gr}} = 0,70 m/s2 | > 30% de SHON créée > 30% de plancher supprimé à un niveau                             | Eurocode 8 {\displaystyle a_{gr}} = 0,42 m/s2 |
| 3 - modérée | II                    | PS-MI                                         | > 30% de SHON créée > 30% de plancher supprimé à un niveau Conditions PS-MI respectées | PS-MI Zone 2                                  |
| 3 - modérée | II                    | Eurocode 8 {\displaystyle a_{gr}} = 1,1 m/s2  | > 30% de SHON créée > 30% de plancher supprimé à un niveau                             | Eurocode 8 {\displaystyle a_{gr}} = 0,66 m/s2 |
| 3 - modérée | III                   | Eurocode 8 {\displaystyle a_{gr}} = 1,1 m/s2  | > 30% de SHON créée > 30% de plancher supprimé à un niveau                             | Eurocode 8 {\displaystyle a_{gr}} = 0,66 m/s2 |
| 3 - modérée | IV                    | Eurocode 8 {\displaystyle a_{gr}} = 1,1 m/s2  | > 30% de SHON créée > 30% de plancher supprimé à un niveau                             | Eurocode 8 {\displaystyle a_{gr}} = 0,66 m/s2 |

### Prise en compte du risque dans l'aménagement

#### Plan de prévention des risques
Le Programme National de Prévention du Risque Sismique, appelé Plan Séisme, établi par l’État français, qui s’est achevé à la fin de l’année 2010, a permis d'améliorer la prise en compte du risque sismique dans les constructions grâce, en partie, à l’élaboration d'un nouveau corpus réglementaire, et préalablement, la modification du zonage sismique établi à partir d'études probabilistes.

#### Document d’urbanisme
Le code de l'urbanisme impose la prise en compte des risques dans les documents d'urbanisme. Ainsi, les plans locaux d'urbanisme (PLU) permettent de refuser ou d'accepter, sous certaines conditions, un permis de construire dans des zones exposées, en vertu de l’article L.101-2 du code de l’urbanisme.

#### Permis de construire
En zone de sismicité très faible, aucune réglementation parasismique n'est imposée à l'exception des bâtiments à risque spécial, ayant une réglementation spécifique. 
En zone de sismicité faible (zone 2), des règles de construction para-sismiques s'appliquent pour les bâtiments neufs de catégorie III et IV et existants pour la catégorie IV en fonction du niveau de la modification apportée par les travaux : l'habitat individuel n'a aucune contrainte règlementaire à respecter en matière de norme constructive. Par ailleurs, en zone de sismicité faible, pour limiter la vulnérabilité des personnes à ce risque, l'ajout ou le remplacement des éléments non structuraux (cheminées...) doit être effectué en respectant les prescriptions de l'Eurocode 8 partie 1 pour les bâtiments de catégories III et IV.

### Information sur le risque sismique

#### Information préventive
Le maire élabore le dossier d'information communal sur les risques majeurs (DICRIM), un document qui regroupe les données locales, départementales et nationales nécessaires à l'information des citoyens au titre du droit à l'information en ce qui concerne les risques majeurs. 

#### Information des acquéreurs ou locataires
L’information lors des transactions immobilières fait l’objet d’une double obligation à la charge des vendeurs ou bailleurs : l'établissement d’un état des risques naturels et technologiques et la déclaration d’une éventuelle indemnisation après sinistre. Concernant le risque sismique, seules les communes en zone de sismicité de 2 à 5 sont soumises à cette obligation, en application de l’arrêté du 19 mars 2013. Le 10 juillet 2014, le Ministère de l'écologie, du développement durable et de l'énergie a  publié un site Internet dénommé "Géorisques" dédié aux risques majeurs qui donne à l'ensemble des usagers les informations réglementaires sur les risques auxquels ils sont soumis en localisant leur habitat directement sur une carte ou en saisissant leur adresse. Ce site permet en particulier aux notaires et agences immobilières d'éditer l'état des risques naturels et technologiques à fournir obligatoirement aux acquéreurs ou locataires.

## Organisation des secours

### Au niveau départemental
En cas de survenue d'un séisme de grande ampleur affectant plusieurs communes du département, le plan Orsec départemental serait déclenché et mis en œuvre. Ce plan définit, en application de la loi n° 2004-811 du 13 août 2004 de modernisation de la sécurité civile, l’organisation de la direction des secours et permet la mobilisation des moyens publics et privés nécessaires à l’intervention. Au niveau départemental, le préfet est directeur des opérations de secours. Il élabore et déclenche le dispositif Orsec.

### Au niveau communal
Le maire, détenteur des pouvoirs de police, a la charge d'assurer la sécurité de la population dans les conditions fixées par le code général des collectivités territoriales. À cette fin, il élabore un plan communal de sauvegarde si la commune est comprise dans le champ d’application d’un plan particulier d'intervention.